# Gary Gardner
Gary Gardner (ur. 29 czerwca 1992) – angielski piłkarz grający na pozycji środkowego pomocnika w Aston Villi.
Jego brat, Craig, również gra w piłkę nożną.

## Kariera klubowa

### Aston Villa
31 grudnia 2011 roku zadebiutował w pierwszym składzie Villi, w wygranym 3-1 spotkaniu z Chelsea. Wszedł w 78 minucie na miejsce Marca Albrightona. 7 stycznia 2012 roku ponownie wszedł z ławki w mecz z Bristol Rovers w trzeciej rundzie FA Cup. 21 stycznia 2012 roku pierwszy raz zagrał od pierwszych minut, przeciwko Wolverhampton Wanderers. Jego zespół pokonał Wilki 3-2 na wyjeździe.
30 czerwca 2014 roku Gary Gardner podpisał nowy dwuletni kontrakt.

#### Coventry City
24 listopada 2011 roku został wypożyczony do Coventry City na miesiąc, jego debiut nastąpił dwa dni później, wszedł na boisko na 9 minut w przegranym meczu z Brighton & Hove Albion. 21 grudnia powrócił do Aston Villi.

#### Sheffield Wednesday
12 lutego 2014 roku Gardner został wypożyczony do Coventry City. Jego debiut nastąpił sześć dni później w meczu z Derby County, przegranym 0-1.. 12 marca 2014 roku powrócił na Villa Park.

#### Brighton & Hove Albion
26 sierpnia 2014 roku został wypożyczony do Brighton & Hove Albion.

#### Nottingham Forest
10 stycznia 2015 roku został wypożyczony do Nottingham Forest.